# Макдерман, Майкл
Ма́йкл Макде́рман (англ. Michael McDerman; род. 10 августа 1977, Нью-Йорк, США) — американский актёр, юморист и писатель. В 2008 году был удостоен приза жюри Западно-Голливудского международного кинофестиваля за роль в короткометражном фильме «Это я, Мэттью!».

## Биография
Родился на Манхэттене в Нью-Йорке 10 августа 1977 года в семье американцев шотландского и португальского происхождения. В 2006 году окончил Барухский колледж со степенью бакалавра. Открытый гомосексуал и трансвестит.

### Карьера
В сентябре 2003 года дебютировал в роли судьи трансвеститов со своим альтер эго Кармеллой Кэнн в эпизоде «Насколько он честен?» в сериале «Рики Лэйк». В женском образе принимал участие на многочисленных фестивалях, в том числе на Международном кинофестивале в Род-Айленде и Оригинальном ЛГБТ Экспо в Нью-Йорке.
Снялся в эпизоде «Братство» в сериале «Закон и порядок: Специальный корпус», сыграв Тайлера Генри, местного мастера залоговых обязательств братства, который был изнасилован и убит. Эпизод был показан в эфире 6 января 2004 года. В 2004 году он сыграл викария-крестьянку в пьесе «Кольцо смерти» Гарри Кутукаса на сцене театра Нью-Сити в Нью-Йорке. Снялся в сериалах «15 фильмов о Мадонне», «Зэд Рок», «Виралком», «Под розовым ковром», «Одна жизнь, чтобы жить», а также в фильме «Вуду, в которое ты веришь» и «Четыре буквы письма» режиссёра Каспера Андреаса. В 2006 году снялся в телевизионной рекламе Нью-йоркского фестиваля комедии вместе с Джимом Нортоном. Макдерман, один из персонажей книги Дейл Дины Шварц «Прямой разговор с парнями-геями. Что подруги не скажут вам, а гетеросексуальные мужчины не станут говорить».
В 2008 году Макдерман, под псевдонимом Майкл Феррейра, стал автором сценария и продюсером полуавтобиографического короткометражного фильма «Это я, Мэтью!», в котором сыграл главную роль, вместе с известным актёром Майклом Мусто. Фильм получил награду жюри на Международном кинофестивале в Западном Голливуде. В 2013 году в качестве театрального режиссёра поставил пьесу Джона Бергантини-Грилло «В полдень у Фреда Кэмпбэлла» в Арт-центре Таймс-сквер в Нью- Йорке. В марте 2016 года участвовал в выставке Оригинального ЛГБТ Экспо в Каннах.